# Чукань (Бакеу)
Чукань, Чукані (рум. Ciucani) — село у повіті Бакеу в Румунії. Входить до складу комуни Рекечунь.
Село розташоване на відстані 223 км на північ від Бухареста, 23 км на південь від Бакеу, 101 км на південний захід від Ясс, 134 км на північний захід від Галаца, 128 км на північний схід від Брашова.

## Населення
За даними перепису населення 2002 року у селі проживали 580 осіб, з них 576 осіб (99,3%) румунів. Рідною мовою 576 осіб (99,3%) назвали румунську.